# Baltanás
Baltanás est une localité espagnole de la région Castille et Léon, province de Palencia.

## Historique
En 2005, sont exhumés du sol dans la zone connue sous le nom d'"El Portillo" (Portillo de Hornillos), les squelettes d'habitants du village de Baltanás assassinés durant la guerre civile espagnole.
En 2009, sont exhumés dans le sol du jardin d'enfant La Carcavilla à Palencia les squelettes d'habitants des villages de Baltanás (25 personnes) et Villaviudas (5 personnes), assassinés lors de cette guerre civile espagnole.

Vue de Baltanás

## Personnalités nées dans la ville
- Antonio Caballero de Santa María (1602-1669), missionnaire franciscain en Chine.